# خاخيان (تكاب)
خاخيان (بالفارسية: خاخیان) هي قرية تقع في إيران في Takab Rural District. يقدر عدد سكانها بـ 240 نسمة بحسب إحصاء 2016.